# Зебу
Зебу (Bos primigenius indicus), познат още като „гърбаво говедо“ от семейството на едрия рогат добитък. За разлика от останалите представители на едрия рогат добитък като крави, бизони и якове, зебу е много добре приспособено за живот към тропически климат.
Зебу е преживно животно, чийто родоначалник се предполага, че е турът. Живее в тропическа Азия, откъдето е било пренесено в Европа и оттам в цяла Африка и на Мадагаскар. Индийското зебу е опитомено още в най-стари времена. Характерна особеност на това животно е гърбът в областта на холката. Подобно на камилата зебу има една или две месести гърбици, които служат като хранително и водно депо. Те достигат до 5 - 8 kg, което се равнява на около 3% от общата им маса. При биците гърбицата е развита по-силно. Главата на зебуто е дълга и тясна, с изпъкнало чело. Ушите са увиснали, шията е голяма. Краката са средно дълги и право поставени. Рогата са различни по големина и форма. Цветът на космената покривка е различен, но най-често се срещат черна, сива, червена и пъстра. Животните имат плътна и тлъста кожа, която отделя силно миришеща лой (сало). Тя отблъсква кърлежите, преносители на пироплазмидози.

## Разпространение
Зебуто се развъжда в Индия и Африка, в тропическите и субтропическите области на Америка, в Близкия изток.
Жителите на Азербайджан ласкаво наричат зебуто „кърмачка“. Млечността на кравите зебу не е висока, но животните са много издръжливи, и по-добре от говедата се приспособяват към разнообразни климатични условия. През зимата хранят зебу с различни смески и комбинирани фуражи. А когато тревата едва що се покаже изпод снега, откарват животните на пасищата.
В Куба се отглежда кубинско зебу. При кръстосването му с местни сиви и червени степни говеда се получават хибриди — рекордьори по отношение на жизненост и пригодност към местните условия.
Добри резултати са получени от такива кръстоски и в стопанството „Аскания Нова“ в бившия СССР. Хибридите тежат 400 – 450 kg, млеконадоят от най-добрите животни е 3000 – 3500 литра при масленост 4,2 – 4,5%.